# 杰里米·埃文斯
杰里米·埃文斯（英語：Jeremy Evans，1987年10月24日—），美国NBA联盟职业篮球运动员，現已退役。他在2010年的NBA选秀中第2轮第25顺位被犹他爵士选中。